# WHATEVER
«WHATEVER» es el sencillo n.º 6 de la cantante japonesa Ayumi Hamasaki, lanzado al mercado el 10 de febrero de 1999 bajo el sello avex trax, solo dos meses más tarde que su primer álbum de estudio.

## Información
Este sencillo es el primero de Ayumi en poseer elementos de música electrónica y bailable, aspecto que posteriormente se convertiría en hito para la artista, que es considerada una de las cantantes japonesas que ha sido remezclada más veces en todo el mundo. El tema principal fue producido por el DJ japonés Izumi Miyazaki, más conocido como Dub Master X, y fue llamado estratégicamente "Version M". Una versión J-Pop de la canción también fue incluida de forma secundaria en el sencillo bajo el nombre de "Version J"; se cree que las definiciones de las letras sean de Mix y J-Pop respectivamente.
La primera versión fue el principal tema promocionado, actuado en la mayoría de programas de televisión a los que Ayumi asistió, así como también dentro del video musical de ésta. La versión, similar a los anteriores trabajos presentes en el primer álbum de la artista, estuvo presente como tema principal del Spot comercial del sencillo, así como también fue actuado en algunas ocasiones en programas de televisión. Para el lanzamiento de LOVEppears, el segundo álbum, se incluyó la remezcla original que realizó DMX para la canción, llamada "WHATEVER (Dub's 1999 Remix)", reemplazando lo de "Version M" (que era una versión editada).
Una versión reeditada del sencillo fue reeditada el 28 de febrero del año 2001, con remezclas adicionales, algunos de ellos inéditos.

## Canciones

### 8cm
1. WHATEVER "version M"
2. WHATEVER "version J"
3. WHATEVER "version M -Instrumental-"
4. WHATEVER "version J -Instrumental-"

### 12cm
1. WHATEVER "version M"
2. WHATEVER "version J"
3. WHATEVER "Ferry 'System F' Corsten vocal extended mix"
4. appears "JP's Sound Factory Mix"
5. immature "D-Z DUAL LUCIFER MIX"
6. WHATEVER "version M -Instrumental-"
7. WHATEVER "version J -Instrumental-"

- Datos: Q2355251